# Fernando Castelló Boronat
Fernando Vicente Castelló Boronat (Castelló de la Plana, 18 de juny de 1958) és un polític valencià. Fou conseller d'Indústria i Comerç de la Generalitat Valenciana entre 1999 i 2003.

## Biografia
Llicenciat en ciències polítiques i sociologia per la Universitat Complutense de Madrid, Fernando Castelló milita al Partit Popular (PP) pel qual fou regidor a l'ajuntament de Castelló de la Plana de 1987 a 1991. També fou diputat a les Corts Valencianes per la circumscripció de Castelló des de les eleccions de 1991 actuant com a portaveu adjunt del grup parlamentari popular que dirigia Eduardo Zaplana, aleshores a l'oposició. A la següent legislatura (1995-1999) Zaplana accedí a la presidència de la Generalitat i Fernando Castelló fou nomenat síndic-portaveu del Grup Parlamentari Popular a les Corts.
Zaplana el nomenà conseller d'Industria i Comerç durant la segona etapa al Consell de la Generalitat el 1999 per a incorporar les competències d'energia el 2002. Quan Zaplana donà el salt a la política espanyola com a Ministre de Treball el 2003, Castelló seguí el mateix camí i accedí a la Secretaria d'Estat de la Seguretat Social (integrada al Ministeri de Treball) fins al 2004 any en el qual el PP perdé les eleccions generals espanyoles. Aleshores Fernando Castelló fou elegit diputat al Congrés de Diputats i portaveu del PP a la Comissió d'Indústria, Turisme i Comerç de la cambra espanyola.
El 2008 torna a la política valenciana com a president del Tribunal de Defensa de la Competència del País Valencià, organisme públic que fou dissolt el 2012 per la Generalitat Valenciana en el procés de redimensionament de l'administració pública valenciana. Castelló passà a ser nomenat vocal al Consell de Seguretat Nuclear, càrrec que actualment ocupa.